# Taxman
〈Taxman〉은 조지 해리슨이 작곡한 곡으로 비틀즈의 1966년 음반 《Revolver》의 첫 곡으로 발매되었다. 이 가사는 해럴드 윌슨 영국 노동당 정부가 취한 높은 수준의 누진세를 공격한다.

## 참여 인원
이언 맥도널드 제공
- 조지 해리슨 - 리드 보컬, 리드 기타
- 존 레논 - 백 보컬, 리듬 기타[6]
- 폴 매카트니 - 백 보컬, 베이스 기타, 리드 기타
- 링고 스타 - 드럼, 카우벨, 탬버린[6]